# Inzigkofen
Inzigkofen è un comune tedesco di 2 975 abitanti,, situato nel land del Baden-Württemberg.